# Elias Jelert
Elias Jelert, né le 12 juin 2003 à Virum au Danemark, est un footballeur international danois qui joue au poste d'arrière droit au Galatasaray SK.

## Biographie

### En club
Né à Virum au Danemark, Elias Jelert est formé par le FC Copenhague, club avec lequel il entame sa carrière professionnelle. Il signe son premier contrat professionnel le 11 août 2021, le liant au club jusqu'en juin 2024.
Le 17 octobre 2021, Jelert fait sa première apparition en professionnel lors d'une rencontre de championnat contre SønderjyskE. Il entre en jeu à la place de William Bøving et les deux équipes se neutralisent (1-1 score final).
Il est sacré champion du Danemark lors de la saison 2021-2022. Après avoir été titularisé lors des derniers matchs de la saison au poste d'arrière gauche, lui qui est habitué à jouer à droit, le jeune défenseur de 18 ans prolonge son contrat avec le FC Copenhague le 24 mai 2022, étant alors lié au club jusqu'en juin 2026. Il est également définitivement promu en équipe première à partir de la saison suivante,.
Jelert est sacré champion du Danemark une deuxième fois pour sa participation à la saison 2022-2023, le FC Copenhague glanant le quinzième titre de son histoire,.
Le 24 juillet 2024, le FC Copenhague annonce avoir trouvé un accord avec le Galatasaray SK pour un transfert d'Elias Jelert. Le jeune latéral rejoint officiellement le club turc le jour suivant, pour transfert estimé à 9 millions d'euros. Il signe un contrat de cinq ans, soit jusqu'en juin 2029.
Jelert marque son premier but pour Galatasaray le 12 décembre 2024, lors d'une rencontre de phase de groupe de la Ligue Europa 2024-2025 face au Malmö FF. Il est titularisé ce jour-là et les deux équipes se neutralisent (2-2 score final).

### En sélection
Depuis 2021, Elias Jelert représente l'équipe du Danemark des moins de 19 ans. Il joue son premier match contre la Norvège, contre qui son équipe s'impose largement par six buts à un.
En mars 2023, Elias Jelert est convoqué pour la première fois avec l'équipe nationale du Danemark par le sélectionneur Kasper Hjulmand. Interrogé sur l'appel surprise du jeune latéral de 19 ans, Hjulmand déclare que sa présence dans la liste est dû à ses bonnes performances en club, et qu'il a confiance en lui. Jelert ne joue toutefois aucun match lors de ce rassemblement. Il doit attendre octobre 2023 pour avoir sa chance. En effet, il est appelé par Hjulmand après les absences sur blessure d'Alexander Bah et de Victor Kristiansen. Jelert honore cette fois sa première sélection avec le Danemark, contre Saint-Marin le 12 octobre 2023, où il est directement titularisé par Kasper Hjulmand, qui justifie son choix en mettant en avant les qualités offensives et la vitesse du jeune latéral. Son équipe s'impose ce jour-là par deux buts à un.

## Palmarès

### En club
FC Copenhague
- Championnat du Danemark (2) :
  - Champion : 2021-22 et 2022-23.
- Coupe du Danemark (1) :
  - Vainqueur : 2022-23.